# Roman Chałaczkiewicz
Roman Chałaczkiewicz (ur. 11 marca 1948 w Mławie) – polski dyplomata, ambasador ad personam, I sekretarz Komitetu Zakładowego PZPR w MSZ w 1986.

## Życiorys
Ukończył Moskiewski Państwowy Instytut Stosunków Międzynarodowych (stosunki międzynarodowe), Uniwersytet Damasceński, Akademię Dyplomatyczną w Moskwie oraz Wydział Zarządzania Uniwersytetu Warszawskiego. W służbie dyplomatycznej od 1971 do 2014. W latach 1997–2002 był ambasadorem RP w Iraku. W 1998 dwukrotnie organizował ewakuację z Iraku, sam pozostając na placówce, również w grudniu 2002, w czasie czterech dobowych intensywnych bombardowań Bagdadu. Członek rady gubernatorów Fundacji Dialogu Kultur im. Anny Lindh w Aleksandrii.
Przebieg kariery dyplomatycznej:
- 1974–1978 – attaché, a potem II sekretarz w Ambasadzie RP w Kairze
- 1982–1983 – doradca ministra, Departament Afryki i Bliskiego Wschodu MSZ
- 1983–1987 – radca, Ambasada RP w Damaszku
- 1988–1990 – szef Wydziału Kontroli, Gabinet Ministra Spraw Zagranicznych
- 1990–1994 – radca, Ambasada RP w Rabacie
- 1994–1997 – naczelnik wydziału, Departament Afryki, Azji, Australii i Oceanii MSZ
- 1997–2002 – ambasador RP w Iraku
- 2002–2003 – starszy radca, Departament Afryki i Bliskiego Wschodu MSZ
- 2003–2005 – dyrektor Departamentu Afryki i Bliskiego Wschodu MSZ
- 2005–2010 – ambasador RP w Zjednoczonych Emiratach Arabskich[4]
- 2013–2014 – kierownik Agencji Konsularnej RP w Irbilu w Iraku

Zna języki: angielski, francuski, arabski, rosyjski. Autor książek Zmierzch Dyktatora. Irak w moich oczach (Oficyna Wydawnicza ASPRA-JR, Warszawa 2008) oraz Zjednoczone Emiraty Arabskie: historia, kraj i ludzie (Oficyna Wydawnicza ASPRA-JR, Warszawa 2012).